# Хинга
Хинга је стари брег вештачког порекла у залеђу лудашког насеља Носе, одмах поред језера Лудош, археолошки значајан локалитет. Велика хумка или могила скренула је на себе пажњу музејских радника својим обликом, који се изразито разликује од пешчаних дина међу којима се уздижe. Због величине, помишљано је у први мах на неку великашку гробницу, међутим до закључења ове претпоставке није могло доћи због сложене сратиграфије, насталe када је брег употребљен за масовна сахрањивања у средњем веку, касније од њеног настанка.

## Опис
"Хинга" је вештачки брежуљак из бронзаног доба надомак села Носа. Налази се уз саму обалу Лудашког језера. На њему је у раном средњем веку стајала црква, окружена гробљем. Остатак основе цркве откривен је али уједно и уништен 1940. године градњом бункерског утврђења током војних операција. До археолошког проучавања остатака гробља дошло је након рата, 1948-е године, када је утврђено да су гробови из XII–XV. века.
Међутим, према мишљењу археолога унутрашњост брега можда скрива још изненађења – гроб из бронзаног периода. То се током досадашњих истраживања није могло утврдити, јер је у првим заштитним ископавањима, обрађен само површински слој локалитета, а и он са мноштвом гробних рака.
И само окружење "Хинге" је богато археолошким слојевима. Обрађујући земљу око локалитета, трактори током орања често избацују кости.

## Истраживања
Захваљујући ентузијазму др Имреа Шулмана тадашњег директора Суботичког музеја, и организационом тиму који је предводио др Миодраг Грбић, у послератном периоду се приступило ископавањима на Хинги. Откривено је средњовековно насеље са црквом и гробљем, међутим, због расположивих скромних средстава ископавања нису настављена. Тада је ископана само половина локалитета, али ипак, пронађено је 132 гробнице са артефактима који показују да је насеље које се овде налазило из периода између XI. (доба Арпадовића) и XV. века (доба Анжујаца). Копано је веома опрезно до дубине од 1,5 m у уздужним сондама преко хумке, током чега се видело да је највећи део земље у прошлости узнемираван услед прекопавања (обрада, крчење дрвећа и слично). Прилози у неколико нетакнутих гробова били су интересантни: бронзана дугмета, наушнице и разноразно прстење. На накиту се видео и византијски утицај, што указује на импорт. Датирање је извршено на основу нађеног кованог новца.
Од претпоставке о пореклу хумке могло се доћи једино до тог закључка – на основу тада истражене стратиграфије и једног случајног праисторијског налаза – да је човек несумњиво учествовао, ако не и био једини чинилац при њеном стварању. Археолошки овај закључак потврђује налаз два фрагмента атипичне преисториске грнчарије, који су нађени на дубини од 2,50 m, у наменски насутом слоју земље, као и један беличаст слој пепела који се у правилном облику простирао испод великог дела Хинге, али није био цео откривен, пошто је нагласак био на средњовековном гробљу изнад, које се морало археолошки спасити.
Показало се каснијих година да је Хинга вишеслојни археолошки локалитет и да је обала језера од памтивека настањена. У непосредној околини Хинге, уз обалу језера пронађене су оставе жита из неолита, и налажене су некрополе из периода сеобе народа, као и из XI. века.
Током ископавања 1950. године на "Бисерној обали" нађена је некропола из бакарноg доба (откривена су 6 енеолитска гроба) и насеље из раног неолита. Налажена су и кремена оруђа из раног праисторијског доба, а у збирци градског музеја нашли су се и експонати из гвозденог доба, као и Сарматског периода, такође са Хинге.

## Стање и перспективе
Данас се на површини Хинге налази виноград Кевидинке. Засад нема планова да се археолошка истраживања наставе.